# Coral Club
Coral Club è un'azienda internazionale che distribuisce integratori alimentari e prodotti per la salute. Nel 1998, l'azienda ha iniziato a promuovere il prodotto di punta Alka-Mine. I prodotti sono realizzati negli Stati Uniti, in Canada, in Germania, Armenia, Norvegia, Francia, Giappone, Taiwan, Corea del Sud e Russia. Oggi le filiali dell'azienda sono presenti in 35 Paesi e i prodotti vengono venduti in 175 Paesi.

## Storia
Nel 1998 l'azienda ha aperto il suo primo ufficio a Toronto, in Canada.
Nel 1999 Erik Megrabyan si associò con Leonid Lapp e divenne comproprietario di Coral Club. Nello stesso anno Rolf Eriksson, detentore del brevetto di Alka-Mine in tutto il mondo, trasferì i diritti esclusivi di vendita di Coral-Mine (Alka-Mine) a Coral Club.
Nel 1999 Royal Body Care, che nel 1996 aveva acquisito Light Force, fondata da Christopher Hills, è diventata partner di Coral Club.
Nel 2008, nonostante la crisi, il fatturato del Coral Club ha continuato a registrare una crescita costante rispetto al 2007. Nello stesso anno, i proprietari dell'azienda, Leonid Lapp ed Erik Megrabyan, hanno ristrutturato il catalogo dei prodotti, adottando un unico brand e consolidando il marchio a livello internazionali. Nel corso dello stesso anno, i partner distributori di Coral Club sono aumentati del 25%.
Nel 2020 Coral Club possedeva 288 punti vendita al dettaglio e consegnava prodotti in 175 Paesi. La gamma di prodotti comprende oltre 170 prodotti per la salute, la bellezza e la casa realizzati negli Stati Uniti, in Canada, Germania, Armenia, Norvegia, Francia, Giappone, Taiwan, Corea del Sud e Russia. Il catalogo mette a disposizione programmi creati su misura per il mantenimento generale della propria salute. Attualmente sono disponibili 11 kit e due programmi per il supporto nutrizionale.
Nel 2021-2022, il Coral Club ha realizzato tre importanti progetti online e ha creato una propria piattaforma per gli eventi online. I progetti digitali della società hanno coinvolto più di 3 milioni di persone.

## Ricerca scientifica
L'Istituto BION, diretto dal professor Igor Jerman, ha condotto una serie di studi sugli effetti di Coral-Mine sulle proprietà dell'acqua. Gli studi hanno dimostrato in maniera significativa che Coral-Mine ha un effetto duraturo sull'acqua, portandola ad avere una composizione e una struttura indicata come la più adatta all’assorbimento. La ricerca scientifica e i risultati sono stati pubblicati nel gennaio 2021 sulla Water Journal.
L'effetto dei prodotti di Coral Club sul potenziale redox (ORP) dell'acqua potabile è stato studiato da Goncharuk et al. 2010. È stato dimostrato che quando l'acqua viene trattata con calcio corallino, l’ORP diventa negativo. Questo valore corrisponde agli indicatori ottimali di ORP per i fluidi intercellulari dei tessuti corporei.

## Modello di business
Coral Club impiega un modello commerciale e di rete basato sulla vendita diretta e sul marketing di rete, integrato da un sistema di compensazione multilivello. Il piano di marketing di questa organizzazione offre l'opportunità di ricevere remunerazioni proporzionate al volume di affari mensile.
Inoltre, l'entità gestisce un'accademia dedicata all'incremento delle competenze dei suoi affiliati. Questa istituzione accademica si prefigge l'obiettivo di elevare la qualità delle competenze dei partner, fornendo un ambiente di apprendimento strutturato e di alta qualità.

## Proprietari e gestione
Leonid Lapp è il presidente e fondatore della società. Erik Megrabyan è l'amministratore delegato di Coral Club. È diventato socio di Leonid Lapp subito dopo il lancio della società.